# Hamilton Fish IV

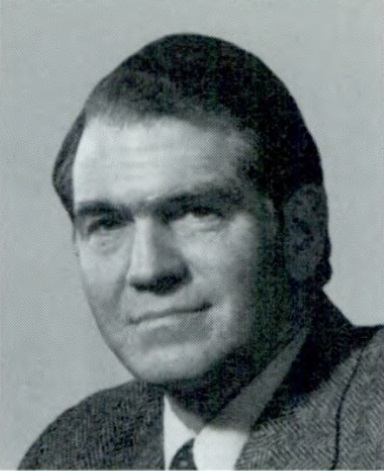
Hamilton Fish IV

Hamilton Fish IV (* 3. Juni 1926 in Washington, D.C.; † 23. Juli 1996 ebenda) war ein US-amerikanischer Jurist und Politiker. Zwischen 1969 und 1995 vertrat er den Bundesstaat New York im US-Repräsentantenhaus.

## Werdegang
Hamilton Fish IV graduierte an der Kent School in Connecticut. Er war zwischen 1944 und 1946 in der United States Naval Reserve. 1949 graduierte er am Harvard College mit einem Bachelor of Arts. Er war zwischen 1951 und 1953 Vizekonsul in Irland für den United States Foreign Service. Nach seiner Rückkehr in die Vereinigten Staaten studierte er Jura an der New York University School of Law, wo er 1957 seinen Bachelor of Laws machte. Dann besuchte er die John F. Kennedy School of Public Administration. Er erhielt seine Zulassung als Anwalt in New York. 1961 war er Attorney für das New York Assembly Judiciary Committee in Albany. Politisch gehörte er der Republikanischen Partei an.
Bei den Kongresswahlen des Jahres 1968 für den 91. Kongress wurde Fish im 28. Wahlbezirk von New York in das US-Repräsentantenhaus in Washington, D.C. gewählt, wo er am 4. Januar 1969 die Nachfolge von Joseph Y. Resnick antrat. Er wurde einmal wiedergewählt. 1972 kandidierte er im 25. Wahlbezirk von New York für den 93. Kongress. Nach einer erfolgreichen Wahl trat er am 4. Januar 1973 die Nachfolge von Peter A. Peyser an. Er wurde viermal in Folge wiedergewählt. Bei den Kongresswahlen des Jahres 1982 für den 98. Kongress wurde er im 21. Wahlbezirk von New York in das US-Repräsentantenhaus gewählt, wo er am 4. Januar 1983 die Nachfolge von Robert García antrat. Er wurde viermal in Folge wiedergewählt. Fish kandidierte 1992 im 19. Wahlbezirk von New York für den 103. Kongress. Nach einer erfolgreichen Wahl trat er am 4. Januar 1993 die Nachfolge von Eliot Engel an. Da er auf eine erneute Kandidatur 1994 verzichtete, schied er nach dem 3. Januar 1995 aus dem Kongress aus. Während seiner Kongresszeit nahm er 1984 als Delegierter an der Republican National Convention in Dallas teil. Das US-Repräsentantenhaus berief ihn zweimal zu einem der Leiter, die ein Amtsenthebungsverfahren führten: 1986 gegen Harry E. Claiborne, Richter am United States District Court for the District of Nevada, und 1988 gegen Alcee Hastings, Richter am United States District Court for the Southern District of Florida.
Er verstarb am 23. Juli 1996 in Washington D.C. und wurde dann auf dem Cemetery of St. Philip’s Church-in-the-Highlands in Garrison beigesetzt.